# Auke de Boer (politicus)

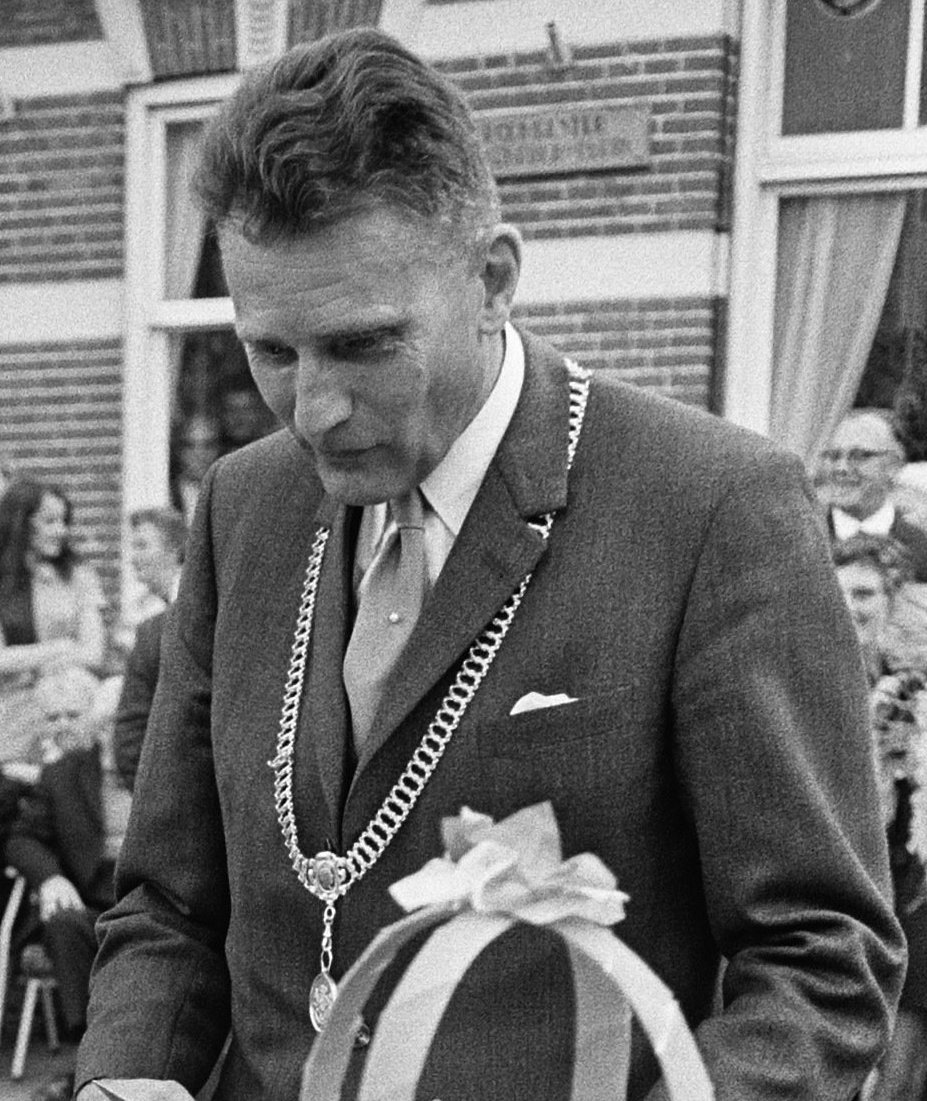
Burgemeester A. de Boer (1969)

Auke de Boer (Vleuten, 12 november 1918 – Varsseveld, 20 oktober 2014) was een Nederlands politicus van de VVD.
Hij is afgestudeerd in de economie aan de Nederlandsche Economische Hoogeschool in Rotterdam. Van 1942 tot 1944 was hij adjunct-secretaris van de Bedrijfsgroep Steen-, Cement-, Glas- en Fijnkeramische Industrie. Na de Tweede Wereldoorlog werkte hij voor de Koninklijke Paketvaart Maatschappij (KPM) in het toenmalige Nederlands-Indië en Australië. In 1948 ging hij terug in Nederland werken bij de gemeentesecretarie van Doesburg. Eind 1951 werd De Boer benoemd tot burgemeester van Leeuwarderadeel en in mei 1962 volgde zijn benoeming tot burgemeester van Winschoten. In november 1971 werd hij de burgemeester van Wisch wat hij zou blijven tot zijn pensionering in 1983. Eind 2014 overleed De Boer op 95-jarige leeftijd.